# Курган (приток Чермасана)
Курган — река в России, протекает по Туймазинскому, Белебеевскому и Буздякскому районам Башкортостана. Длина реки составляет 18 км.
Начинается из родника в урочище Аккаин. Течёт в юго-восточном направлении мимо урочища Перитау, через село Новосеменкино до села Каранай, затем поворачивает на северо-восток. Устье реки находится в 153 км по левому берегу реки Чермасан на высоте 165,2 метра над уровнем моря.
Основные притоки — речки Улуелга, Чубикей, Ишим — впадают справа.

## Данные водного реестра
По данным государственного водного реестра России относится к Камскому бассейновому округу, водохозяйственный участок реки — Белая от города Уфа до города Бирск, речной подбассейн реки — Белая. Речной бассейн реки — Кама.
Код объекта в государственном водном реестре — 10010201512111100025200.